# Piotr Giza
Piotr Giza, né le 28 février 1980 à Cracovie, est un footballeur international polonais. Il joue au poste de milieu de terrain avec le KS Cracovia. 

## Carrière

### Clubs
- jan.1997-jan.2000 : Kabel Kraków -  Pologne
- jan.2000-2002 : Świt Krzeszowice -  Pologne
- 2002-2007 : KS Cracovia -  Pologne
- 2007-oct.2010 : Legia Varsovie -  Pologne
- depuis déc.2010 : KS Cracovia -  Pologne

### En équipe nationale
Il honore sa première sélection le 27 avril 2005 à l'occasion d'un match contre l'équipe du Mexique.
Il dispute six matchs de qualification à la coupe du monde 2006.
Giza participe à la coupe du monde 2006 avec l'équipe de Pologne.

## Palmarès
- 5 sélections en équipe nationale entre 2005 et 2006
- Vice-Champion de Pologne : 2009